# Noureddine Naybet
Noureddine Naybet, född 10 februari 1970 i Casablanca, är en marockansk före detta fotbollsspelare. Han är den spelare som gjort flest landskamper för Marockos landslag med 115 matcher.

## Karriär
Noureddine Naybet hade sina bästa år i spanska Deportivo La Coruña, där han vann La Liga, Copa del Rey samt två stycken spanska supercupfinaler.
Under sommaren 2004 fick Naybet chansen att spela i Premier League då han såldes till Tottenham Hotspur för 1 miljon euro. Efter att ha varit ordinarie under sin första säsong i klubben så gjorde han bara tre matcher under säsongen 2005/2006. Hans enda mål för Tottenham kom i 4-5 förlusten mot rivalerna Arsenal.
Naybet representerade Marockos landslag vid nio stora turneringar, inklusive VM 1994 och VM 1998.

## Meriter
Wydad Casablanca
- Marockanska ligan: 1990, 1991, 1993
- Marockanska cupen: 1989
- CAF Champions League: 1992

Sporting Lissabon
- Portugisiska cupen: 1995

Deportivo La Coruña
- La Liga: 2000
- Copa del Rey: 2002
- Supercopa de España: 2000, 2002